# カステラーノ＝ピポロ
カステラーノ＝ピポロ（Castellano e Pipolo）は、イタリアの脚本家・映画監督、カステラーノことフランコ・カステラーノ（Franco Castellano, 1925年生 - 1999年没）、ピポロことジュゼッペ・モッチア（Giuseppe Moccia, 1933年生 - 2006年没）によるコンビの共有筆名である。。

## 人物・来歴
1925年（大正14年）6月20日、フランコ・カステラーノがラツィオ州ローマ県ローマに生まれる。1933年（昭和8年）6月22日、ジュゼッペ・モッチアが同州ヴィテルボ県ヴィテルボに生まれる。カステラーノとピポロのふたりは、年齢は8歳違いだが誕生日が2日しか違わなかった。
1964年（昭和39年）、『火星人は十二の手を持つ』で、初めて二人による共同監督作を手がける。
1999年（平成11年）12月28日、カステラーノことフランコ・カステラーノがローマで死去した。満74歳没。2006年（平成18年）8月20日、ピポロことジュゼッペ・モッチアがローマで死去した。満73歳没。

## おもなフィルモグラフィ

### 1950年代
- 『水兵と女と災難』 Marinai, donne e guai : 監督ジョルジオ・シモネッリ、1958年
- 『海辺の典型たち』 Tipi da spiaggia : 監督マリオ・マットリ、1959年
- 『不実だが美しい女たち』 Perfide ma belle : 監督ジョルジオ・シモネッリ、1959年
- 『私の妻の敵』 Il nemico di mia moglie : 監督ジャンニ・プッチーニ、協力監督ガブリエーレ・パルミエーリ、1959年
- 『見よ触れるなかれ』 Guardatele ma non toccatele : 監督マリオ・マットリ、1959年
- 『パパのあの財宝』 Quel tesoro di papà : 監督マリーノ・ジローラミ、1959年

### 1960年代
- Tu che ne dici? : 監督シルヴィオ・アマディオ、1960年
- 『紳士誕生』 Signori si nasce : 監督マリオ・マットリ、1960年
- 『ティベリオのお祭り騒ぎ』 I baccanali di Tiberio : 監督ジョルジオ・シモネッリ、1960年
- 『われら二人は脱獄囚』 Noi siamo due evasi : 監督ジョルジオ・シモネッリ、1960年
- 『トトとファブリーツィと現代の若者たち』 Totò, Fabrizi e i giovani d'oggi : 監督マリオ・マットリ、1960年
- 『夫狩り』 Caccia al marito : 監督マリーノ・ジローラミ、1960年
- 『すばらしい女』 Meravigliosa : 監督カルロス・アレヴァロ / シロ・マルチェッリーニ、1960年
- 『トト詐欺'62』 Totòtruffa 62 : 監督カミッロ・マストロチンクェ、1961年
- Pugni pupe e marinai : 監督ダニエレ・ダンツァ、1961年
- 『シーツの下の娘』 La ragazza sotto il lenzuolo : 監督マリーノ・ジローラミ、1961年
- 『持参金ハンター』 Cacciatori di dote : 監督マリオ・アメンドーラ、1961年
- Il federale : 監督ルチアーノ・サルチェ、1961年
- 『夜のナンバーワンのトト』 Totò di notte n. 1 : 監督マリオ・アメンドーラ、1962年
- 『狂ったバカンス』 La voglia matta : 監督ルチアーノ・サルチェ、1962年
- 『三人の敵』 I tre nemici : 監督ジョルジオ・シモネッリ、1962年
- 『太陽の下の18才』 Diciottenni al sole : 監督カミッロ・マストロチンクェ、1962年
- 『100人のスカート作戦』 5 marines per 100 ragazze : 監督マリオ・マットリ、1962年
- 『フラ・ディアヴォーロのトロンボーン』 I tromboni di Fra Diavolo : 監督ジョルジオ・シモネッリ / ミゲル・ユック、1962年
- 『機械化』 I motorizzati : 監督カミッロ・マストロチンクェ、1962年
- 『若い修道女たち』 Le monachine : 監督ルチアーノ・サルチェ、1963年
- 『四人のタクシードライヴァー』 I quattro tassisti : 監督ジョルジオ・ビアンキ、1963年
- 『木曜日』 Il giovedì : 監督ディーノ・リージ、1963年
- 『愛の時間』 Le ore dell'amore : 監督ルチアーノ・サルチェ、1963年
- Obiettivo ragazze : 監督マリオ・マットリ、1963年
- 『詐欺師たち』 Gli imbroglioni : 監督ルチオ・フルチ、1963年
- 『不倫』 Extraconiugale の2篇 La doccia : 監督マッシモ・フランチオーザ、La moglie svedese : 監督ジュリアーノ・モンタルド、1964年
- 『マニアたち』 I maniaci : 監督ルチオ・フルチ、1964年
- 『二つの公的危険』 I due pericoli pubblici : 監督ルチオ・フルチ、1964年
- 『火星人は十二の手を持つ』 I marziani hanno dodici mani : 1964年 - 監督・脚本
- 『兵隊たちと伍長たち』 Soldati e caporali : 監督マリオ・アメンドーラ、1965年
- 『女と男と金』 Oggi, domani, dopodomani の1篇 La moglie bionda : 監督ルチアーノ・サルチェ、1965年
- 『金銭』 I soldi : 監督ジャンニ・プッチーニ、共同監督ジョルジオ・カヴェドン、1965年
- 『スラローム』 Slalom : 監督ルチアーノ・サルチェ、1965年
- 『16歳たち』 Le sedicenni : 監督ルイジ・ペトリーニ、1965年
- 『2人の水兵と1人の将軍』 Due marines e un generale : 監督ルイジ・スカッティーニ、1966年
- Le spie vengono dal semifreddo : 監督マリオ・バーヴァ、1966年
- 『イタリア式愛のテクニック』 Come imparai ad amare le donne : 監督ルチアーノ・サルチェ、1966年
- 『400人殺せ -怪盗ドレリック-』 Arriva Dorellik : 監督ステーノ、1967年
- 『ドタバタ脱走作戦』 La feldmarescialla : 監督ステーノ、1967年

### 1970年代
- 『私は逃走したのではない…脱走したのだ』 Io non scappo... fuggo : 監督フランコ・プロスペリ、1970年
- 『盗みは商売の真髄です…?!』 Il furto è l'anima del commercio...?! : 監督ブルーノ・コルブッチ、1971年
- 『労働組合員』 Il sindacalista : 監督ルチアーノ・サルチェ、1972年
- 『人生はときどきつらくないかいプロヴィデンツァ?』 La vita, è molto dura, vero Provvidenza? : 監督ジュリオ・ペトリーニ、1972年
- 『勇敢なアンセルモとその従者』 Il prode Anselmo e il suo scudiero : 監督ブルーノ・コルブッチ、1972年
- 『移民』 L'emigrante : 監督パスクァーレ・フェスタ・カンパニーレ、1973年
- 『マッシュ・イタリアーノ/全員集合!』 Un ufficiale non si arrende mai nemmeno di fronte all'evidenza : 監督ミーノ・グェッリーニ、1973年
- 『マッシュ全員集合!ハチャメチャ軍隊大奮戦』 Il Colonnello Buttiglione diventa generale : 監督ミーノ・グェッリーニ、1973年
- 『帰ってきたプロヴィデンツァ』 Ci risiamo, vero Provvidenza? : 監督アルベルト・デ・マルティーノ、1973年
- 『教授が両親を連れて来る』 Professore venga accompagnato dai suoi genitori : 監督ミーノ・グェッリーニ、1974年
- Brigitte, Laura, Ursula, Monica, Raquel, Litz, Florinda, Barbara, Claudia, e Sofia le chiamo tutte... anima mia : 監督マウロ・イヴァルディ、1974年
- Una matta, matta, matta corsa in Russia : 監督フランコ・プロスペリ ed エリダール・リャザーノフ、1974年
- 『君は何座?』 Di che segno sei? : 監督セルジオ・コルブッチ、1975年
- 『ブッティリョーネ、諜報機関長になる』 Buttiglione diventa capo del servizio segreto : 監督ミーノ・グェッリーニ、1975年
- 『ヴィネッラとドン・ペッツォッタ』 Vinella e Don Pezzotta : 監督ミーノ・グェッリーニ、1976年
- Dimmi che fai tutto per me : 監督パスクァーレ・フェスタ・カンパニーレ、1976年
- 『冒険者』 Il soldato di ventura : 監督パスクァーレ・フェスタ・カンパニーレ、1976年
- 『女性の守護者サン・パスクァーレ・バイロンネ』 San Pasquale Baylonne protettore delle donne : 監督ルイジ・フィリッポ・ダミーコ、1976年
- Basta che non si sappia in giro の1篇 L'equivoco : 監督ルイジ・コメンチーニ、1976年
- 『ロビンソン氏の愛と冒険の大物語』 Il signor Robinson, mostruosa storia d'amore e d'avventure : 監督セルジオ・コルブッチ、1976年
- 『美しい…国』 Il... Belpaese : 監督ルチアーノ・サルチェ、1977年
- 『3頭のトラ対3頭のトラ』 Tre tigri contro tre tigri : 監督ステーノ＝コルブッチ、1977年
- 『よりよい生活をたのしむために』 Per vivere meglio divertitevi con noi : 監督フラヴィオ・モゲリーニ、1978年
- Io tigro, tu tigri, egli tigra : 監督レナート・ポッツェット / ジョルジオ・カピターニ、1978年
- Zio Adolfo in arte Führer : 1978年 - 監督・脚本
- 『ジキル博士と素敵な淑女』 Dottor Jekyll e gentile signora : 監督ステーノ、1979年
- 『土曜日、日曜日、そして金曜日』 Sabato の一篇『金曜日』 "Venerdì" : 1979年 - 監督・脚本
- 『ヴェルヴェットの手』 Mani di velluto : 1979年 - 監督・脚本

### 1980年代
- 『砂糖と蜜とペペロンチーノ』 Zucchero, miele e peperoncino : 監督セルジオ・マルティーノ、1980年
- 『飼い慣れされた意地』 Il bisbetico domato : 1980年 - 監督・脚本
- 『私の妻は魔女である』 Mia moglie è una strega : 1980年 - 監督・脚本
- 『アッソ』 Asso : 1981年 - 監督・脚本
- Innamorato pazzo : 1981年 - 監督・脚本
- Ricchi, ricchissimi... praticamente in mutande : 監督セルジオ・マルティーノ、1982年
- 『グランド・ホテル・エクセルシオール』 Grand Hotel Excelsior : 1982年 - 監督・脚本
- 『アッティラが神を非難する』 Attila flagello di Dio : 1982年 - 監督・脚本
- Segni particolari: bellissimo : 1983年 - 監督・脚本
- 『ビー・マイ・ベイビー』 Il ragazzo di campagna : 1984年 - 監督・脚本・原案
- 『コッレージェ』 College : 1984年 - 監督・脚本
- È arrivato mio fratello : 1985年 - 監督・脚本
- 『泥棒学校』 Scuola di ladri : 監督ネリ・パレンティ、1986年
- 『百貨店』 Grandi magazzini : 1986年 - 監督・脚本
- 『無愛想な人』 Il burbero : 1986年 - 監督・脚本
- 『泥棒学校第二部』 Scuola di ladri parte seconda : 監督ネリ・パレンティ、1987年
- 『私の妻は野獣である』 Mia moglie è una bestia : 1988年 - 監督・脚本

### 1990年代
- Occhio alla perestrojka : 1990年 - 監督・脚本
- 『サントロペ・サントロペ』 Saint Tropez - Saint Tropez : 1992年 - 監督・脚本
- Ci hai rotto papà : 1993年 - 監督・脚本
- 『パナレーア』 Panarea : 監督ピポロ、1996年
- 『子犬』 Cucciolo : 監督ネリ・パレンティ、1998年

## 註
1. 1 2 3 4 5  Franco Castellano, インターネット・ムービー・データベース （英語）, 2010年11月30日閲覧。
2. 1 2 3 4 5  Giuseppe Moccia, インターネット・ムービー・データベース （英語）, 2010年11月30日閲覧。

## 関連事項
- イタリア式コメディ
- アージェ＝スカルペッリ
- ストローブ＝ユイレ
- ダヴィド・ディ・ドナテッロ賞 （en:David di Donatello Awards）